# Alchemilla curta
Alchemilla curta é uma espécie de rosácea do gênero Alchemilla, pertencente à família Rosaceae.